# Serge Ladouceur
Pour les articles homonymes, voir Ladouceur.
Serge Ladouceur est un directeur de la photographie, réalisateur, scénariste et producteur québécois né le 16 juin 1952 à Sainte-Agathe-des-Monts (Canada).

## Filmographie

### comme Directeur de la photographie
- 1985 : Visage pâle
- 1988 : Rock et Belles Oreilles: La grande liquidation des fêtes 1988 (TV)
- 1991 : La Misère des riches II (feuilleton TV)
- 1992 : Montréal ville ouverte (feuilleton TV)
- 1993 : Maria des Eaux-Vives (feuilleton TV)
- 1994 : Les Grands Procès (feuilleton TV)
- 1995 : Les Ailes du feu (TV)
- 1995 : Behind & Above: The Wings of Fire (TV)
- 1996 : Night of the Flood
- 1997 : Zie 37 Stagen
- 1998 : Out of Mind: The Stories of H.P. Lovecraft (TV)
- 1998 : Les Chroniques de San Francisco II ("More Tales of the City") (feuilleton TV)
- 1999 : Taxman
- 1999 : Bonanno: A Godfather's Story (TV)
- 1999 : La Légende de Sleepy Hollow (The Legend of Sleepy Hollow) (TV)
- 1999 : Pin-Pon: Le film
- 2001 : Sherlock Holmes: Scandale royal (The Royal Scandal) (TV)
- 2001 : Chroniques de San Francisco ("Further Tales of the City") (feuilleton TV)
- 2001 : Snow in August (TV)
- 2002 : The Stork Derby (TV)
- 2002 : Moïse : L'Affaire Roch Thériault (Savage Messiah)
- 2002 : Le Vampire de Whitechapel (The Case of the Whitechapel Vampire) (TV)
- 2003 : The Favourite Game
- 2003 : Rudy Giuliani: Maire de New York (Rudy: The Rudy Giuliani Story) (TV)
- 2003 : Séductrice malgré elle (Student Seduction) (TV)
- 2003 : Mambo italiano
- 2003 : Une célibataire à New York (See Jane Date) (TV)
- 2004 : I Do (But I Don't) (TV)
- 2005-2020: Supernatural (TV)

### comme Réalisateur
- 1995 : Behind & Above: The Wings of Fire (TV)
- 1995 : Les Ailes du feu (TV)

### comme Scénariste
- 1995 : Behind & Above: The Wings of Fire (TV)
- 1995 : Les Ailes du feu (TV)

### comme Producteur
- 1995 : Behind & Above: The Wings of Fire (TV)
- 1995 : Les Ailes du feu (TV)